# Walcker Orgelbau
Walcker Orgelbau, noto anche come E. F. Walcker & Cie., di Ludwigsburg, Baden-Württemberg, Germania, è un'azienda costruttrice di organi a canne. La ditta fu fondata nel 1780 a Cannstatt, un sobborgo di Stoccarda, da Johann Eberhard Walcker. Suo figlio Eberhard Friedrich Walcker trasferì l'attività a Ludwigsburg nel 1820.

## Storia
Walcker divenne famoso per l'organo che costruì nella chiesa Paulskirche, a Francoforte, nel 1833, dotato di 74 stop. Altre commissioni importanti seguirono rapidamente, e Walcker divenne un pioniere dello stile “organo sinfonico” in Germania.
Conosciuta per le sue installazioni di pregio e la sua bassa produzione, l'azienda ha costruito l'organo della Boston Music Hall a Boston, Massachusetts, della Cattedrale di Zagabria a Zagabria, Croazia, dell'Università della Lettonia, della Cattedrale di Riga e della Chiesa di Lutero a Riga, Lettonia. Lo strumento di Boston si trova ora presso la Methuen Memorial Music Hall di Methuen.
L'organo Walcker più grande del mondo aveva 220 stop e oltre sedicimila canne. Fu costruito negli anni '30 per una sala del congresso di Stato a Norimberga e fu distrutto dai bombardamenti aerei durante la seconda guerra mondiale.
L'organo a canne situato nella Cattedrale Metropolitana di Medellin, in Colombia, è il secondo organo più grande del Sud America, con oltre 3000 canne.

## Organi a canne

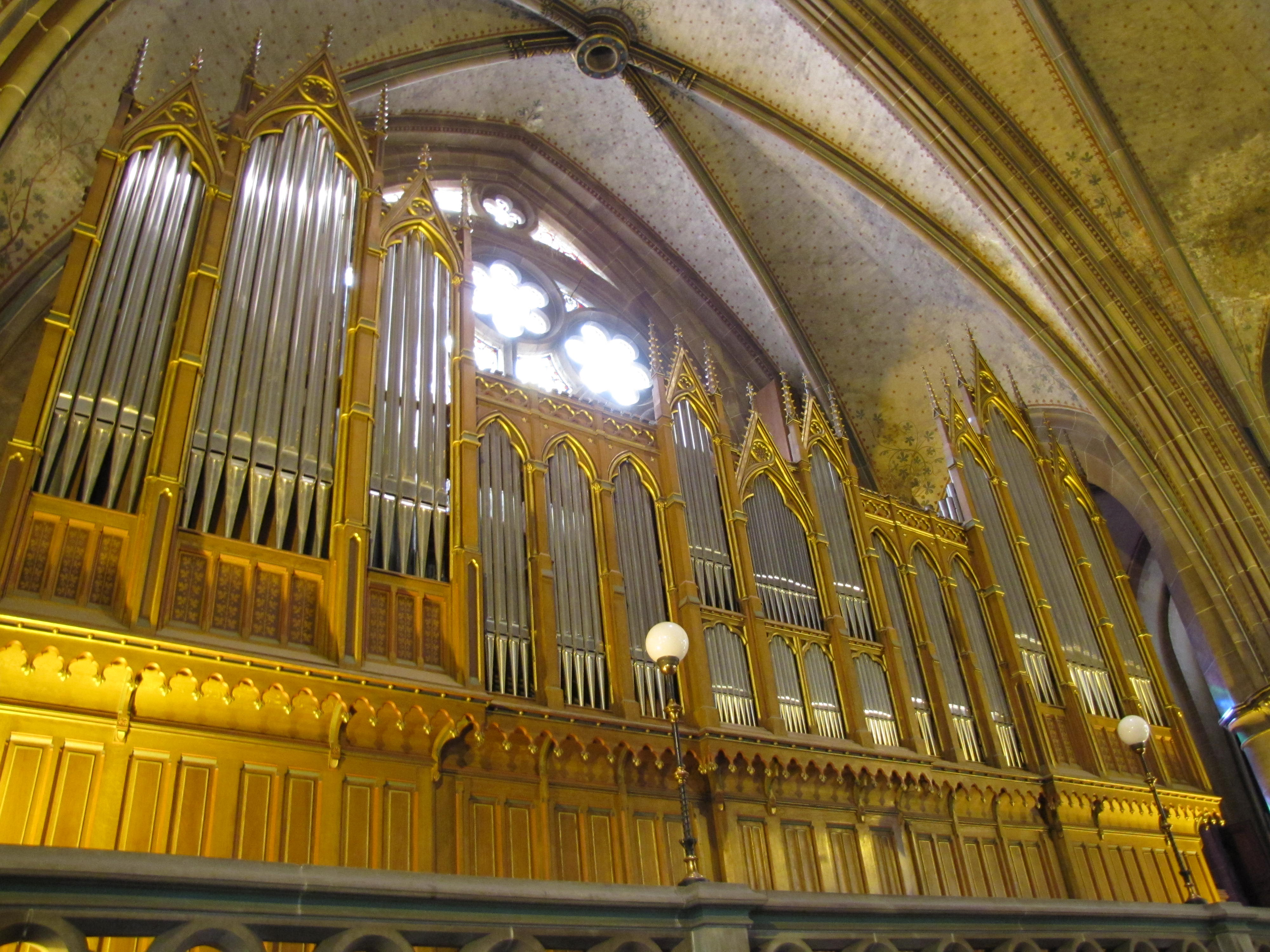
Chiesa di San Paolo, Strasburgo, Francia
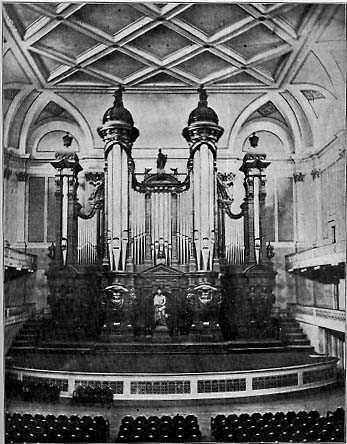
Boston Music Hall
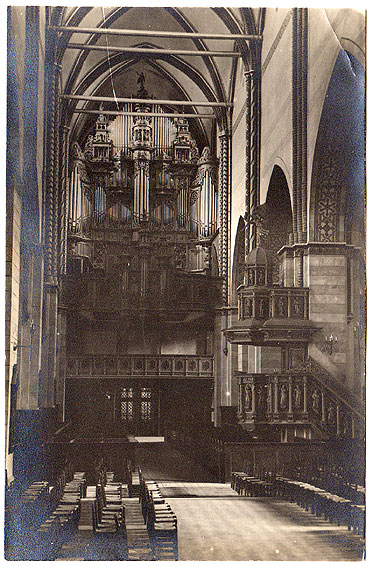
Cattedrale di Riga